# Guetiadegodí
Los Guetiadegodí, Guetiadebo o Gueteadeguo, uatadeo, ouaitiadeho, uateoteuo, oleo o "los serranos" que son una de las tribus Mbyás  Guaicurúes del Gran Chaco. Vivían al este de Bolivia cerca de Provincia Chiquitos y Santo Corazón, también en Brasil en el estado Mato Grosso do Sul y alrededor del río Paraguay en el riachuelo Cadiguegui.

## Etimología
Guaycurúes significa "gente del monte".